# 1341
El 1341 (MCCCXLI) fou un any comú començat en dilluns del calendari julià.

## Necrològiques
- Ot de Montcada i de Pinós, anomenat Ot el Vell, baró d'Aitona, majordom reial de Jaume el Just i lloctinent de Catalunya.[1]